# 핑크 (2011년 영화)
"핑크"(Pink)는 한국에서 제작된 전수일 감독의 2011년 드라마 영화이다. 이승연 등이 주연으로 출연하였다.

## 출연

### 주연
- 이승연
- 서갑숙

### 조연
- 박현우
- 강산에
- 이원종
- 정재진

## 기타
- 프로듀서: 박중래
- 제작부: 정호준
- 제작부: 김푸름
- 제작부: 주경철
- 제작부: 김정훈
- 라인프로듀서: 배소현
- 촬영부: 박정훈
- 촬영부: 전홍규
- 촬영부: 하진경
- 촬영부: 이정원
- 조명: 장태현
- 조명부: 강병조
- 조명부: 이준일
- 조명부: 이진기
- 조명부: 장한별
- 조명부: 양애리
- 연출부: 권종현
- 연출부: 박창규
- 연출부: 노의정
- 연출부: 전동녘
- 기록: 김민경
- 조감독: 김민경
- 동시녹음: 이성철
- 붐오퍼레이터: 신승훈
- 사운드슈퍼바이저: 이성철
- 미술: 김건우
- 특수효과: 최병진
- 특수효과팀: 김윤현
- 특수효과팀: 박동석
- 의상: 김지숙
- 발전차: 이종원
- 의상팀: 김수현
- 의상팀: 유혜미
- 의상팀: 조유진
- 편집팀: 안현건
- 편집팀: 김영조
- 편집팀: 김숭제
- 편집팀: 정석원
- 디지털처리: 나종찬
- 음향부문: 이성준
- 음향부문: 김규만
- 음향부문: 김영호
- 음향부문: 송영호
- 음향부문: 정성권
- 음향부문: 김재경
- 마케팅진행: 신은주
- 예고편: 김익진